# Nobuhiro Tajima
Pour les articles homonymes, voir Tajima.
Nobuhiro Tajima (田嶋 伸博, Tajima Nobuhiro), dit Monster (モンスター田嶋, Monsutā Tajima), né le 28 juin 1950 à Komatsu (préfecture d'Ishikawa), est un pilote de trial, de rallyes, et de courses de côtes japonais.

## Biographie
Tajima débuta en compétitions nippones en 1966, sur deux roues, et en 1968 au championnat national japonais de "dirt bike Trial", année durant laquelle il remporta sa première victoire. 
Ce pilote a participé à 19 rallyes du WRC (essentiellement Australie et Nouvelle-Zélande), y glanant 4 points, de 1981 (RAC Rally) à 1999 (Rallye de Chine) (Ross Runnalls étant son copilote de 1993 à 1997).
En 1983, il crée la société Monster International, spécialisée dans le tuning de véhicules de compétitions, en joint-venture avec le département Suzuki Sports dès 1987.
Il termine 7e du classement général de l'Olympus Rally WRC en 1988 sur Suzuki Cultus GTI, et participe à l'APRC de 2000 à 2002 avec Suzuki Sport (copilote Julia Rabbett), cessant l'année suivante de tenir le volant pour devenir team-manager de sa propre écurie.
Il est actuellement le Directeur du programme sportif Suzuki en rallyes.
Sa grande spécialité est la Pikes Peak International Hill Climb désormais (156 virages sur 19,9 km), célèbre ascension dont il a détenu le record absolu toutes catégories confondues entre 2007 et 2011 (alors âgé de 61 ans). Il débuta dans La course vers les nuages en 1992, immédiatement en Unlimited category. Le précédent record datait de 1994 en 10 min 40 s, détenu durant 13 ans par l'australo-américain Rod Millen (autre grand préparateur de véhicules de courses) sur Toyota Celica 4RW, spécialement adaptée pour cette épreuve particulière. Il fut vainqueur de l'épreuve dès 1995, à sa quatrième participation.

## Palmarès
- 9 titres de Champion du Japon "dirt bike Trial";
- 9 victoires au Pikes Peak International Hill Climb en catégorie "Unlimited";
- Festival de vitesse de Goodwood: 2007 (sur Suzuki Escudo);
- 4 fois vainqueur de classe en WRC;

### Titres
- Quintuple Champion d'Asie-Pacifique des rallyes Catégorie 2 Litres: 1996, 1997, 1998, 2001, et 2002 (sur Suzuki Baleno (surtout), Swift, et Ignis);
  - 4e du championnat d'Asie-Pacifique des rallyes: 2001.

### Records au Pikes Peak International Hill Climb
- 21 juillet 2007 : 10 min 01 s 408 (sur Suzuki XL7 Hill Climb Special) ;
- 26 juin 2011 : 9 min 51 s 278 (sur Suzuki SX4 Hill Climb Special) (le Français Jean-Philippe Dayraut terminant 3e de l'édition, sur Dacia Duster Spéciale Hill Clim, en 10 min 17 s 707, à 26 s).